# Otto Tschadek

Unterschrift

Otto Hugo Tschadek (* 31. Oktober 1904 in Trautmannsdorf, Niederösterreich; † 4. Februar 1969 in Wien) war ein österreichischer Rechtsanwalt und Politiker (SDAPDÖ, kurzzeitig SPD, später SPÖ).

## Jugend und Ausbildung
Otto Tschadek wurde am 31. Oktober 1904 als Sohn des Volksschullehrers Hugo Tschadek (* 18. Jänner 1873 in Mannersdorf am Leithagebirge (getauft in Wien-Alsergrund (Pfarre Rossau)); † 24. Februar 1927 in Sarasdorf) und dessen Ehefrau Maria Magdalena (geborene Havlíček; * 19. Juli 1881 in Trautmannsdorf; † unbekannt) in Trautmannsdorf an der Leitha geboren und am 6. November 1904 auf den Namen Otto Hugo getauft. Die Eltern hatten am 29. Mai 1900 geheiratet.
Er wuchs in seinen Jugendjahren in Sarasdorf an der Leitha auf und besuchte von 1916 bis 1918 die k.u.k.-Militärrealschule in Bruck an der Leitha. Nach dem Ende der Monarchie setzte er seine Ausbildung in der Bundeserziehungsanstalt Wien-Breitensee fort. 1923 erlangt er seine Matura und studierte danach einige Semester Staatswissenschaften, bis er schließlich sein Studium der Rechte an der Universität Wien aufnahm. Nachdem sein Vater im Jahr 1927 verstorben war, war Tschadek auf ein Stipendium und Unterstützung der Partei, ausgedrückt durch seinen Freund und Mentor, den damaligen Landeshauptmann-Stellvertreter von Niederösterreich Oskar Helmer, angewiesen. 1931 erfolgte Tschadeks Promotion zum Dr. jur. an der Universität Graz.

## Politische Karriere in der Zwischenkriegszeit
Bereits mit 19 Jahren trat Otto Tschadek in die SDAPDÖ ein und wurde Funktionär in der Lokalsektion Sarasdorf. Von 1930 bis 1934 war er Gemeindeamtsleiter in Mannersdorf. In dieser Zeit trat er mit 20. Mai 1933 aus der katholischen Kirche aus, am 20. Februar 1934 wieder ein und heiratete am 23. Oktober 1934 in Bruck an der Leitha eine Maria Schubert. Weiters war er Bezirksparteiobmann des Bezirkes Bruck an der Leitha der SDAPDÖ und auch in der Niederösterreichischen Landespolitik aktiv. 1934 wurde die Sozialdemokratische Partei in der Zeit des Austrofaschismus von Bundeskanzler Dollfuß verboten und Otto Tschadek wurde für sieben Monate in den Anhaltelagern Kaisersteinbruch und Wöllersdorf inhaftiert. Nach seiner Entlassung entschloss er sich Rechtsanwalt zu werden und legte 1939 die Rechtsanwaltsprüfung mit Auszeichnung ab. Diesen Beruf konnte er zunächst nicht ausüben, da er kein Mitglied der NSDAP war. Erst ab 1941 war er als selbständiger Rechtsanwalt in Bruck an der Leitha tätig.

## Militärdienst und Kieler Zeit
Ab 1940 diente er bei der deutschen Kriegsmarine in Stralsund. Dort wurde er zunächst als Matrose und später als Oberstabsrichter im Marine-Hilfsgerichtsrat eingesetzt. Zuletzt war er Oberstabsrichter am Marinegericht Kiel.
Bereits zwei Tage nach der Kapitulation Deutschlands zog Tschadek ins Kieler Rathaus ein.
Neueren Forschungen zufolge muss die Vita Tschadeks zumindest in Teilen neu geschrieben werden. Obwohl Tschadek in seiner Autobiographie schrieb: „Viele waren der Meinung, dass ein Kriegsrichter auch ein Blutrichter sein musste. In Wirklichkeit lagen die Dinge vollkommen anders“ und sich selbst gerne als milder Richter und guter Mensch stilisierte, belegen Aktenfunde in einem deutschen Archiv, dass Tschadek mehrere Menschen zum Tod verurteilte. So begnügte sich der spätere SPÖ-Politiker Tschadek in einem Fahnenfluchtfall nicht bloß mit der geforderten Höchststrafe, sondern verurteilte Ernst Stabenow am 21. September 1942 wegen Fahnenflucht zum Tode – und zusätzlich auch noch zum „Verlust der bürgerlichen Ehrenrechte auf Lebzeiten und zu fünf Jahren Zuchthaus und einer Geldstrafe von RM 400“. 1943 ließ er Ludwig Becker als „Volksschädling“ hinrichten. Im November 1944 verhängte er gegen den Marinesoldaten Heinrich Laurien wegen angeblicher Plünderung die Todesstrafe. Dieses Urteil war offenbar selbst seinen Vorgesetzten zu hart, es wurde in eine Zuchthausstrafe umgewandelt. Kurt Kuschke, den Tschadek wegen sogenannter Wehrkraftzersetzung zum Tode verurteilte, wurde am 8. Jänner 1943 hingerichtet.
Tschadek wurde von den Engländern als Stadtrat berufen und war zuständig für das Kriegsschädenamt. Bereits im Juli wurde er Bürgermeister. Seine größte Aufgabe war die Wiederherstellung der Wasserleitungen und sanitärer Anlagen um den Ausbruch von Krankheiten zu verhindern. Bereits zwei Wochen später hatte er sein Ziel erfüllt und auch die Straßenbahnen fuhren wieder. Weitere Erfolge waren die Aufnahme von Torfgewinnung zu Heizzwecken, die Wiederherstellung der meisten Gebäude und die Wiedereröffnung des Schauspielhauses. Im November 1945 wurde auch der Universitätsbetrieb wieder aufgenommen, so früh wie in keiner anderen deutschen Stadt.
Nach der Neugründung der SPD in Kiel, an der Tschadek beteiligt war, und der Einsetzung einer provisorischen Stadtvertretung wurde er im Februar 1946 zum Oberbürgermeister von Kiel ernannt, und damit Nachfolger von Max Emcke. Zur gleichen Zeit wurde er, ohne sein Wissen, in den österreichischen Nationalrat gewählt. Er kehrte kurz nach Österreich zurück um die Angelobung vorzunehmen und die Sachlage zu klären. Zurück in Kiel übergab er im März 1946 die Amtsgeschäfte an Willi Koch und kehrte endgültig nach Österreich zurück.

## Rückkehr nach Österreich und weitere politische Karriere
Nach seiner Rückkehr war er anfangs als Rechtsanwalt in Wiener Neustadt tätig und gleichzeitig Abgeordneter des Nationalrates. Von 1949 bis 1952 sowie von 1956 bis 1960 war er Justizminister in den Regierungen Figl II, Raab II und Raab III. Anliegen, die er bearbeitete, waren eine Neufassung des österreichischen Strafrechtes und Mitarbeit im Verfassungsausschuss. Danach war er Landesrat und bald darauf stellvertretender Landeshauptmann von Niederösterreich, wobei er sich hauptsächlich für die Verbesserung des Schulwesens und der Gemeindestruktur einsetzte. Weitere politische Funktionen waren Mitglied des Bundesparteivorstandes der SPÖ, stellvertretender Landesparteiobmann der SPÖ Niederösterreich und Klubobmann der SPÖ im niederösterreichischen Landtag.
Otto Tschadek starb am 4. Februar 1969 nach kurzer schwerer Krankheit im Sophienspital in Wien.

## Ehrungen
- 1946: Ehrenbürger der Stadt Kiel, weiters von zahlreichen österreichischen Gemeinden. In Bruck an der Leitha, Kottingbrunn und St. Pölten sind Straßen nach ihm benannt.[9]
- Großes Goldenes Ehrenzeichen am Bande für Verdienste um die Republik Österreich
- 1959: Großkreuz des Verdienstordens der Bundesrepublik Deutschland
- 1960: Goldenes Komturkreuz mit dem Stern des Ehrenzeichens für Verdienste um das Bundesland Niederösterreich[10]
- 1965: Silberne Florianiplakette des Niederösterreichischen Landesfeuerwehrverbandes[11]
- Großkreuz des päpstlichen Gregoriusordens